# Antystatyk
Antystatyk – substancja zmniejszające lub całkowicie eliminujące elektryzowanie się ciał nie przewodzących prądu elektrycznego, szczególnie tworzyw sztucznych. Stosuje się je jako dodatki do materiału oraz jako środki nanoszone na powierzchnię.
Antystatyki zewnętrzne stosuje się głównie w tekstyliach, na które mogą być nanoszone w trakcie produkcji, prania, konserwacji oraz użytkowania.
Antystatyki wewnętrzne stosowane są jako dodatki do tworzyw sztucznych.